# Кратовска епархия
 Тази статия е за православната епархия.  За римокатолическата вижте Морозвиздка епархия (Римокатолическа църква).  
Кратовската епископия (на гръцки: Ιερά Επισκοπή Κρατόβου) е бивша епархия на Охридската архиепископия. Епархията първоначално е с център Морозвизд, а по-късно Кратово. Съществува до XVI век, когато е присъединена към Коласийската епископия. По-късно е титулярна епархия на Вселенската патриаршия, като епископите са викарии на Босненската митрополия.

## Епископи
Морозвиздки или кратовски епископи (Κρατόβου)
| Име       | Години                                                                 |
| --------- | ---------------------------------------------------------------------- |
| Давид     | вероятно XV век                                                        |
| Матей     | около 1515                                                             |
| Никифор   | споменат в 1529 и 1532 г.                                              |
| Сосипатър | споменат в Слепченския поменик                                         |
| Пахомий   | поставен от Павел Смедеревски към 1530 и 1531 г., низвергнат в 1541 г. |
| Софроний  | споменат в 1550 г.                                                     |

Титулярни кратовски епископи
| Име               | Име                 | Управление                      | Забележка          | Години                  |
| ----------------- | ------------------- | ------------------------------- | ------------------ | ----------------------- |
| Йоаникий          | Ιωαννίκιος          | юни 1794 – май 1804             | в зворнишки м.     |                         |
| Венедикт Кралевич | Βενέδικτος Κραλίδης | 1806 – 20 май 1810              | в далматински а.   | 1765 – 1862             |
| Йосиф             | Ιωσήφ               | октомври 1812 – октомври 1815   | в херцеговински м. | около 1773 – около 1860 |
| Григорий          | Γρηγόριος           | февруари 1825 – 1835 †          |                    | ? – 1835 на Света гора  |
| Игнатий           | Ιγνάτιος            | септември 1845 – 27 януари 1853 | в еласонски м.     | ? – 1868                |
| Антим             | Άνθιμος             | 26 юли 1856 – 1858 †            |                    | ? – 1858                |
| Неофит Кодзаманис | Νεόφυτος Κοτζαμάνης | 31 май 1858 - 18 декември 1880  |                    | 1823 – 1880             |
| Висарион          | Βησσαρίων           | 1865 - 8 март 1867              | в драчки м.        | ? – 1899                |